# 问安镇
问安镇，是中华人民共和国湖北省宜昌市枝江市下辖的一个乡镇级行政单位。

## 行政区划
问安镇下辖以下地区：
问安寺社区、方家畈村、双合村、万水桥村、龙泉堂村、关庙山村、郑家井村、覃家山村、张家桥村、杨山村、双湖村、龚家坪村、凤台村、袁码头村、革新村、昙华寺村、同心桥村、四岗村、朱家湾村、十里店村、万店村、龚桥村、官垱村、代家店村。